# Joachim Ritter
Joachim Ritter (født 3. april 1903 i Geesthacht ved Hamburg, død 3. august 1974 i Münster) var en tysk filosof.
Ritter har lagt navn til Ritterskolen, en politisk konservativ retning inden for filosofien.